# Ruttya fragrans
Ruttya fragrans är en akantusväxtart som beskrevs av Raymond Benoist. Ruttya fragrans ingår i släktet Ruttya och familjen akantusväxter. Inga underarter finns listade i Catalogue of Life.